# Michaił Ryżow
Michaił Michajłowicz Ryżow, ros. Михаил Михайлович Рыжов (ur. 17 grudnia 1991) – rosyjski lekkoatleta specjalizujący się w chodzie sportowym, wicemistrz świata z 2013 roku w chodzie na 50 km.
Srebrny medalista uniwersjady (2011) w chodzie na 20 kilometrów. Złoty medalista zimowych mistrzostw Rosji (2012). Reprezentant kraju w pucharze Europy w chodzie.

## Osiągnięcia
| Rok  | Impreza                 | Miejsce  | Konkurencja   | Lokata      | Wynik   |
| ---- | ----------------------- | -------- | ------------- | ----------- | ------- |
| 2011 | Uniwersjada             | Shenzhen | chód na 20 km | 2. miejsce  | 1:24:26 |
| 2012 | Puchar świata w chodzie | Sarańsk  | chód na 50 km | 18. miejsce | 3:53:49 |
| 2013 | Puchar Europy w chodzie | Dudince  | chód na 50 km | 2. miejsce  | 3:44:42 |
| 2013 | Mistrzostwa świata      | Moskwa   | chód na 50 km | 2. miejsce  | 3:38:58 |
| 2014 | Puchar świata w chodzie | Taicang  | chód na 50 km | 1. miejsce  | 3:39:05 |
| 2014 | Mistrzostwa Europy      | Zurych   | chód na 50 km | 4. miejsce  | 3:39:07 |
| 2015 | Puchar Europy w chodzie | Murcja   | chód na 50 km | 1. miejsce  | 3:43:32 |

## Rekordy życiowe
- Chód na 20 kilometrów – 1:21:49 (2011)
- Chód na 50 kilometrów – 3:38:58 (2013)